# Tangley
Tangley – wieś i civil parish w Anglii, w hrabstwie Hampshire, w dystrykcie Test Valley. Leży 26 km na północny zachód od miasta Winchester i 101 km na zachód od Londynu. W 2011 civil parish liczyła 557 mieszkańców. W obszar civil parish wchodzą także Charlton Down, Hatherden, Little Hatherden i Wildhern.